# Nombre científico
Esta entrada trata sobre las reglas para nombrar a los taxones. Para la disciplina científica detrás de ellas ver Nomenclatura.
Los biólogos usan nombres científicos para referirse a los taxones creados por la ciencia de la taxonomía. Una subdivisión de la taxonomía, la nomenclatura, es la que se ocupa de reglar los nombres de los taxones. Las reglas para crear nombres científicos están escritas en los Códigos internacionales de nomenclatura, y hay uno para cada tipo de organismo, como botánica (usado en plantas, algas y hongos), zoología (usado en animales y protozoos), procariotas (usado en bacterias y arqueas) o virus (usado en virus y agentes subvirales).
El objetivo del nombre científico es el de poseer un único nombre que deba ser utilizado en todo el mundo, en cualquier lengua, ya que está escrito en latín, para referirse a un único taxón. De esta forma, se evitan las ambigüedades y las circunscripciones poco claras de los nombres vulgares. Para leer las razones por las que los nombres científicos tienen esa forma, véase el artículo taxonomía.
Los nombres científicos se escriben en latín, o bien latinizados.

## Nombres de los taxones por encima de su especie
Los nombres científicos de los taxones que están ubicados en categorías taxonómicas superiores a especie son uninominales. Esto quiere decir que son nombres compuestos por una sola palabra. Solo en los taxones ubicados en la categoría de género o en una categoría inferior a esta es necesario utilizar las letras cursivas (si se escribe a máquina o en computadora) o subrayadas (si se escribe a mano o si no se cuenta en el teclado con la opción de letra cursiva). No se usan las cursivas para familias ni tampoco para rangos superiores, a pesar de que en la última versión del Código de Botánica (1999) recomiendan su uso, que aún no está extendido.
Como los códigos proveen un sufijo diferente para cada categoría taxonómica, entonces a partir del sufijo de un taxón se puede saber cuál es la categoría taxonómica correspondiente en el sistema de clasificación dado. Para cada reino, los sufijos son los siguientes:
| Categoría taxonómica | Plantas  | Algas     | Hongos     | Animales/Protozoos | Procariotas | Virus        |
| -------------------- | -------- | --------- | ---------- | ------------------ | ----------- | ------------ |
| Dominio              |          |           |            |                    |             | -viria       |
| Reino                |          |           |            |                    | -ati        | -virae       |
| División/Filo        | -phyta   | -phyta    | -mycota    |                    | -ota        | -viricota    |
| Subdivisión/Subfilo  | -phytina | -phytina  | -mycotina  |                    |             | -viricotina  |
| Clase                | -opsida  | -phyceae  | -mycetes   |                    | -ia         | -viricetes   |
| Subclase             | -idae    | -phycidae | -mycetidae |                    | -idae       | -viricetidae |
| Superorden           | -anae    | -anae     | -anae      |                    |             |              |
| Orden                | -ales    | -ales     | -ales      |                    | -ales       | -virales     |
| Suborden             | -ineae   | -ineae    | -ineae     |                    | -ineae      | -virineae    |
| Infraorden           | -aria    | -aria     | -aria      |                    |             |              |
| Superfamilia         | -acea    | -acea     | -acea      | -oidea             |             |              |
| Epifamilia           |          |           |            | -oidae             |             |              |
| Familia              | -aceae   | -aceae    | -aceae     | -idae              | -aceae      | -viridae     |
| Subfamilia           | -oideae  | -oideae   | -oideae    | -inae              | -oideae     | -virinae     |
| Infrafamilia         |          |           |            | -odd               |             |              |
| Tribu                | -eae     | -eae      | -eae       | -ini               | -eae        |              |
| Subtribu             | -inae    | -inae     | -inae      | -ina               | -inae       |              |
| Infratribu           |          |           |            | -ad                |             |              |

## Nombres científicos por debajo de la categoría de género
Por debajo de la categoría de género, todos los nombres de taxones se denominan "combinaciones". La mayoría reciben también una terminación latina más o menos codificada, en función de la disciplina. Se distinguen varias categorías de combinaciones:
- Entre género y especie (subgénero, sección, subsección, serie,subserie, etc.), las combinaciones son infragenéricas y binominales.
- En la categoría de especie, las combinaciones son específicas y binominales.
- Por debajo de la especie, las combinaciones son infraespecíficas y trinominales.[cita requerida]

### Nomenclatura binominal
Los nombres científicos de las especies son binominales, es decir, están compuestos por dos palabras: la primera es el nombre genérico, y la segunda, el epíteto o nombre específico. También suelen aparecer seguidos por el nombre de una o más "autoridades" (quien[es] primero describió/-ieron la especie). Sin excepción, los nombres de las especies siempre aparecerán escritos en cursivas (en el caso de los textos tipografiados) o subrayados (en el caso de los textos escritos a mano).